# Desa Pasawahan (administrativ by i Indonesien, lat -6,85, long 108,60)
Desa Pasawahan är en administrativ by i Indonesien.   Den ligger i provinsen Jawa Barat, i den västra delen av landet, 210 km öster om huvudstaden Jakarta.